# Han Temminck
Johan (Han) Ernst Temminck (Voorschoten, 28 november 1929 – Oegstgeest, 10 februari 1999) was een Nederlands politicus van de VVD.
Han Temminck was vanaf 1953 werkzaam als administratief hoofdambtenaar op het ministerie van Defensie maar daarnaast was hij ook actief in de lokale politiek. Zo kwam hij rond 1966 in Voorschoten in de gemeenteraad en in 1970 werd hij daar ook wethouder. In april 1976 werd hij benoemd tot burgemeester van Rhoon. Tijdens zijn turbulente burgemeesterschap was hij onder meer betrokken bij de samensmelting van de voormalige gemeenten Rhoon en Poortugaal tot Albrandswaard vanaf 1 januari 1985.  Als gevolg hiervan werd Temminck benoemd tot burgemeester van Albrandswaard.
Hem werd door eindredacteur van actualiteitenrubriek TROS Aktua Wibo van de Linde onder meer verweten dat hij een Zuid-Koreaanse vrouw had uitgezet. Daarnaast was hij betrokken bij de aanleg van het Distripark Eemhaven en de bouw van het dure gemeentehuis in Rhoon, dat inmiddels is gesloopt en vervangen door woningen en winkels. In 1993 trad hij af als burgemeester en werd hij opgevolgd door Anja Latenstein van Voorst-Woldringh. Hij verdween in de anonimiteit en overleed na een ziekbed in 1999. 